# Thieboudienne

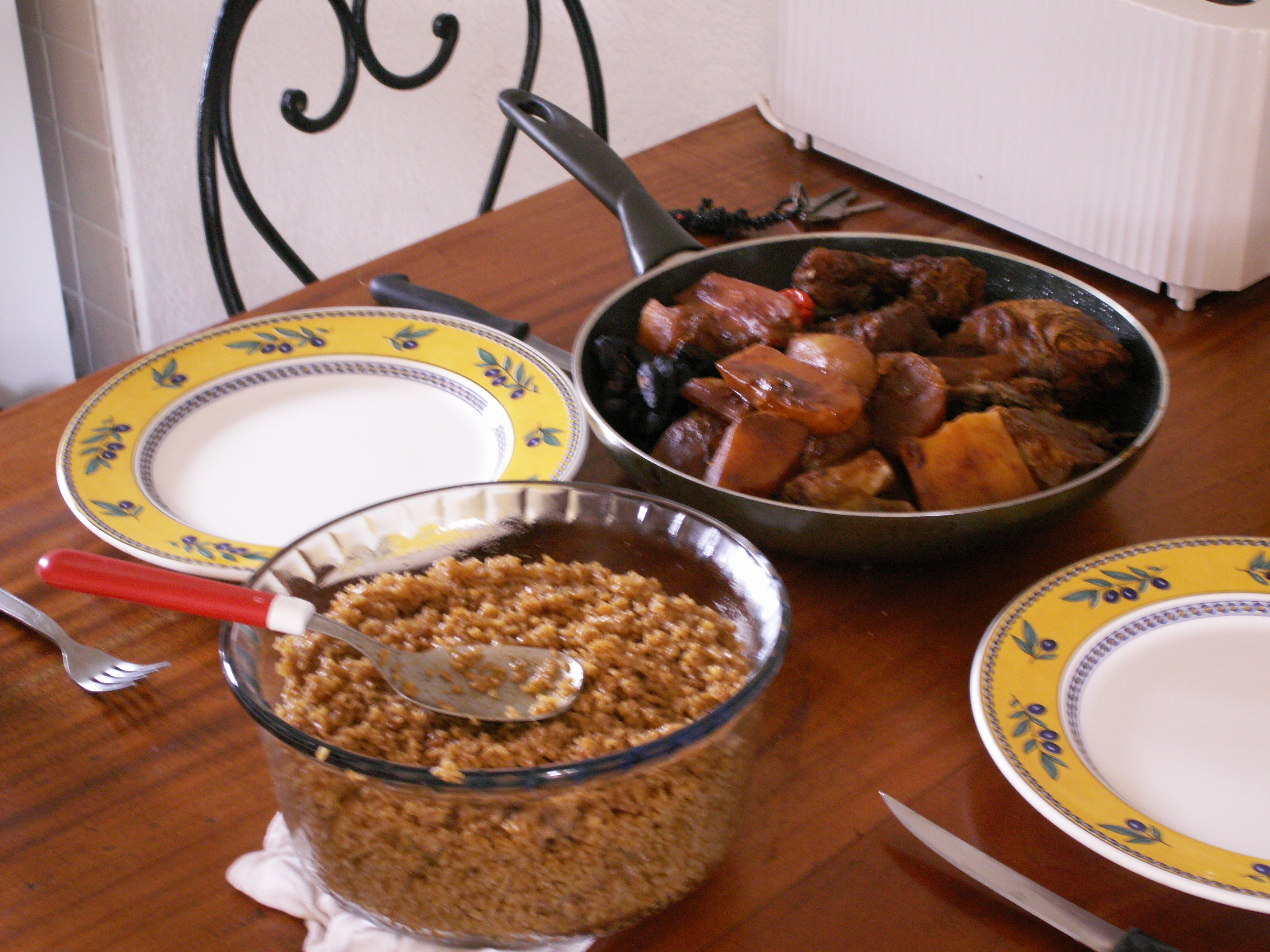

Thieboudienne (Wolof ceebu jën) ist eine traditionelle Speise, das Nationalgericht des Senegal und ein immaterielles Kulturerbe der Menschheit.
Der Ausdruck stammt aus dem Wolof und bedeutet so viel wie „Fisch mit Reis“. Die Speise stammt ursprünglich von der Insel Saint-Louis und wird zumeist aus frischen „figud´indi“ oder Macco zubereitet.
Der Fisch wird dabei mit einer Zwiebel-Kräutermischung gefüllt und nach dem Kochen auf den Reis gegeben; beides wird anschließend mit Soße und Gemüse vermengt.
Die Zubereitung ist recht aufwändig und dauert ca. zwei Stunden.
Thieboudienne ist in den westafrikanischen Ländern ein beliebtes Festgericht. Es wurde 2021 auf Antrag des Senegal in die UNESCO-Liste des immateriellen Kulturerbes der Menschheit aufgenommen.